# Carroll County (Ohio)
 For alternative betydninger, se Carroll County. (Se også artikler, som begynder med Carroll County)
Carroll County er et county i den amerikanske delstat Ohio.

## Demografi
Ifølge folketællingen fra 2000 boede der 28,836 personer i amtet. Der var 11.126 husstande med 8.155 familier. Befolkningstætheden var 28 personer pr. km². Befolkningens etniske sammensætning var som følger: 98,20 % hvide, 0,54 % afroamerikanere, 0,32 % indianere, 0,11 % asiater, 0,02 % fra Stillehavsøerne, 0,09 % af anden oprindelse og 0,71 % fra to eller flere grupper.
Der var 11.126 husstande, hvoraf 31,90 % havde børn under 18 år boende. 61.90 % var ægtepar, som boede sammen, 7,70 % havde en enlig kvindelig forsøger som beboer, og 26.70 % var ikke-familier. 22,90 % af alle husstande bestod af enlige, og i 10,40 % af tilfældene boede der en person som var 65 år eller ældre.
Gennemsnitsindkomsten for en hustand var $35.509 årligt, mens gennemsnitsindkomsten for en familie var på $41.114 årligt.